# Wolfgang Wagner (Schwimmer)
Wolfgang Wagner (* 6. August 1938 in Gera) ist ein ehemaliger deutscher Schwimmer, der für die DDR antrat. Er gewann bei Schwimmeuropameisterschaften je eine Silber- und Bronzemedaille.

## Sportliche Karriere
Wolfgang Wagner schwamm anfangs für die BSG Wismut Gera. Von 1957 bis 1960 trat er für den SC Wismut Karl-Marx-Stadt an, ab 1961 wieder für Gera. Über 100 Meter Rücken war er 1954, von 1958 bis 1961 sowie 1963 DDR-Meister. Über 200 Meter Rücken siegte er von 1961 bis 1964.
Seinen ersten internationalen Erfolg erschwamm Wagner 1958 bei den Europameisterschaften in Budapest. Über 100 Meter Rücken gewann er die Bronzemedaille hinter dem Franzosen Robert Christophe und Leonid Barbijer aus der Sowjetunion.
1960 bei den Olympischen Spielen in Rom trat Wagner als Mitglied der gesamtdeutschen Mannschaft an. Über 100 Meter Rücken erreichte er das Finale mit der sechstbesten Zeit des Halbfinales. Im Endlauf erreichten hinter den Medaillengewinnern aus Australien und den Vereinigten Staaten mit Christophe, Barbijer und Wagner die drei besten Europäer von 1958 als beste Europäer von 1960 die Plätze 4 bis 6. Die deutsche 4-mal-100-Meter-Lagenstaffel mit Wolfgang Wagner, Günter Tittes, Hermann Lotter und Uwe Jacobsen belegte im Vorlauf den neunten Platz und verpasste damit den Finaleinzug. Wagner und Tittes stammten aus der DDR, Lotter und Jacobsen aus der BRD.
Ab 1961 wurde bei internationalen Meisterschaften die 200-Meter-Rückenstrecke geschwommen, die 100-Meter-Rücken-Distanz verschwand für einige Jahre aus dem Programm und kehrte erst bei den Olympischen Spielen 1968 zurück. Bei den Europameisterschaften 1962 in Leipzig wurde Leonid Barbijer erster Europameister über 200 Meter Rücken, Wolfgang Wagner belegte den zweiten Platz vor dem Ungarn József Csikány.
1964 qualifizierten sich der Westdeutsche Ernst-Joachim Küppers sowie Jürgen Dietze und Wolfgang Wagner aus der DDR über 200 Meter Rücken für die gesamtdeutsche Mannschaft. Bei den olympischen Schwimmwettbewerben in Tokio schied Dietze im Vorlauf aus und Wagner im Zwischenlauf. Nur Küppers erreichte das Finale und belegte als bester Europäer den fünften Platz.